# Zeta Leonis
Zeta Leonis (ζ Leo) – gwiazda w gwiazdozbiorze Lwa. Jest ona oddalona o 260 lat świetlnych od Słońca.
Tradycyjna nazwa to Adhafera (bywała zapisywana też jako Aldhafera, Adhafara), z arabskiego ‏الضفيرة‎ al-ðafīrah, „warkocz/wir (grzywy)”.
Aldhafera należy do gwiazd typu widmowego F0 i jej obserwowana jasność wynosi +3,44m.